# Mihály Vörösmarty
Mihály Vörösmarty (Kápolnásnyék, 1º dicembre 1800 – Pest, 19 novembre 1855) è stato un poeta ungherese.

## Biografia
Appassionato della lettura dei classici e degli studi letterari, dal 1820 si adoperò come precettore presso alcune famiglie, studiando legge nel contempo. Uno dei suoi protagonisti fu Árpád, il conquistatore della patria, le cui imprese sono narrate in La fuga di Zalàn, poema epico in esametri pubblicato nel 1825. Membro dell'Accademia ungherese delle scienze dal 1830, si dedicò con intensità ad una produzione letteraria che risentiva di forti influssi romantici ed indipendentisti.
La sua produzione in parte fu improntata al teatro con Csongor e Tünde, fiaba, e altri drammi storici che riscossero buoni successi, in parte alla poesia narrativa con la notevole Due castelli vicini, del 1832 e in parte alla lirica con Appello, del 1836, che divenne l'inno nazionale. In questi decenni Vörösmarty fu punto di riferimento per la cultura ungherese, anche se nel 1849, amareggiato per il fallimento dei moti rivoluzionari per l'indipendenza, si ritirò in solitudine. 
Il romanzo Il vecchio zingaro, del 1854, per i toni cupi che lo caratterizzano, può essere considerato il suo testamento spirituale. Con alcune delle sue poesie, fu responsabile della creazione e diffusione di nomi che sono entrati nell'uso comune in Ungheria, come ad esempio Csilla, Enikő e Hajna.